# Richard Kittler
Richard Kittler (Linz, 23 februari 1924 – aldaar, 23 oktober 2009) was een Oostenrijkse componist, muziekpedagoog, fluitist en ambtenaar.

## Levensloop
Kittler studeerde muziektheorie en viool aan de Anton Bruckner Privatuniversität Linz en dwarsfluit aan de Universität für Musik und darstellende Kunst Wien in Wenen. Omdat hij gedurende de Tweede Wereldoorlog gewond raakte, kon hij verder geen viool meer bespelen. Van 1949 tot 1951 was hij fluitist in het Bruckner Orkest in Linz. Verder werkte hij als fluitist in het kamerorkest van het ORF studio in Linz mee. Maar zijn krijgsverwonding maakte het onmogelijk zijn beroep als fluitist verder uit te oefenen. Hij werd ambtenaar bij de stedelijke elektriciteits- en trambaan-gezelschap (Elektrizitäts- und Straßenbahn-Gesellschaft) in Linz, alhoewel hij bezig bleef als muziekleraar en docent voor dwarsfluit aan de stedelijke muziekschool in Linz. Daarnaast studeerde hij met financiële steun van de stad Linz privé compositie bij Robert Schollum.
Vanaf 1951 componeerde hij meer dan 260 werken voor verschillende genres. Ondanks dat zijn werken door omroeporkesten, in de Wiener Musikverein, de Salzburger Festspiele en in talrijke concerten in binnen- en buitenland uitgevoerd werden veroorzaakten zijn composities qua stijl bij critici onbegrip en weerstand, dat hij bevattelijk wist te overstaan. In 1975 werd hij door de toenmalige Oostenrijkse Bondspresident Rudolf Kirchschläger tot professor benoemd. In 1976 ontving hij de Österreichischer Förderungspreis für Musik.

## Composities

### Werken voor orkest

#### Symfonieën
- 1976: - Eidenberger Sinfonie
- 1988: - Fast eine Konzertante Linzer Sinfonie, voor orkest
- 1989: - Symfonie nr. 3, voor orkest
- 1993: - Symfonie nr. 4, voor orkest

#### Concerten voor instrumenten en orkest
- 1954: - Concert, voor klarinet en orkest
- 1959: - Concert nr. 1, voor dwarsfluit en orkest
- 1962: - Concert, voor 2 piano's en strijkorkest
- 1963: - Concert, voor viool en strijkorkest
- 1963: - Concert, voor altviool en strijkorkest
- 1966: - Concertino, voor fagot en strijkorkest
- 1969: - Concertino, voor klavecimbel en klein orkest
- 1969: - Concertino nr. 1, voor dwarsfluit en strijkorkest
- 1970: - Concert nr. 1, voor cello en orkest
- 1974: - Concertino, voor hobo en strijkorkest[4]
- 1974: - Concertino, voor klarinet en strijkorkest
- 1975: - Concertino, voor 2 dwarsfluiten en strijkorkest
- 1976: - Concertino, voor piccolo en strijkorkest
- 1978: - Concert, voor piano en orkest
- 1979: - Concertino nr. 2, voor dwarsfluit en strijkorkest
- 1981: - Concert nr. 2, voor cello en orkest
- 1982: - Concert nr. 2, voor dwarsfluit en orkest
- 1984: - Klein concert, voor piano en strijkorkest
- 1987: - Concertino, voor viool en strijkorkest
- 1988: - Concert, voor fagot en orkest
- 1988: - Concertino, voor 4 fluiten en strijkorkest
- 1990: - Concert, voor klarinet en orkest
- 1991: - Concertino nr. 3, voor dwarsfluit en strijkorkest
- 1991: - Klein concert, voor gitaar en kamerorkest
- 1992: - Concertino, voor altviool en orkest
- 1992: - Concertino, voor dwarsfluit en orkest
- 1993: - Concert nr. 3, voor cello en orkest

#### Andere werken voor orkest
- 1956: - Acht kleine Stücke, voor strijkorkest
- 1958: - Concert nr. 1, voor strijkorkest
- 1961: - Sinfonietta, voor strijkorkest
- 1965: - Phantastisches Divertimento
- 1977: - Sinfonisches Divertimento, voor orkest
- 1982: - Concert nr. 2, voor strijkorkest
- 1983: - Lentia, voor strijkorkest
- 1993: - Concert nr. 3, voor strijkorkest

### Werken voor harmonieorkest
- 1980: - Sinfonischer Marsch, voor harmonieorkest
- 1981: - Marsch, voor harmonieorkest
- 1982: - C'est la vie, muziek voor harmonieorkest
- 1983: - Auch kleine Leute haben ihre Meinung, voor piccolo en harmonieorkest
- 1983: - Präludium, voor harmonieorkest
- 1989: - Concert, voor harmonieorkest
- 1991: - Phantasma, voor harmonieorkest, op. 183
- 1992: - Concertino, voor cello en harmonieorkest
- 1994: - Concert, voor piano en harmonieorkest
- 1994: - Festlicher Auftakt, voor harmonieorkest
- 1994: - Reflexionen, voor harmonieorkest
- 1995: - Die kleine Eidenberger Sinfonie, voor harmonieorkest, op. 206
  1. Naturerwachen, Start und Abfahrt der Automobile nach Linz, nur wenige bleiben zurück, eigentlich recht traurig
  2. Aufforderung zum Spaziergang...
  3. Schatten über der Landschaft...
  4. Abendliche Zufriedenheit, der Eidenberger Marsch ganz fern, kommt näher, Automobile stören gewaltig
- 1995: - Fünf Märsche für Fortgeschrittene, voor harmonieorkest, op. 209
- 1995: - Vier Ausblicke vom Pöstlingberg, voor harmonieorkest
- 1999: - Concertino, voor dwarsfluit en harmonieorkest
- 1999: - Divertimento, voor harmonieorkest 
  1. Feste Tritte hört man nicht auf einer Wiese
  2. Eine leicht depressive Maschine...
  3. Ein Tänzchen mit Kanten...
  4. Vielleicht doch: Berge nah und fern...
  5. Eine reichlich banale Vorgabe mit drei Anmerkungen...
  6. Ganz konservativ: (in der Badewanne) Schwimm' nicht zu weit hinaus!
- 1999: - Orchesterprobe, voor harmonieorkest
- - Eidenberger Marsch, voor harmonieorkest, op. 118
- - Freiheit, voor harmonieorkest[5]

### Muziektheater

#### Ballet
| Voltooid in | titel                       | aktes | première         | libretto | choreografie |
| ----------- | --------------------------- | ----- | ---------------- | -------- | ------------ |
| 1964        | Phantastisches Divertimento |       | 24 april 1965    |          |              |
| 1966        | Der gelbe Vogel             |       | 27 februari 1970 |          |              |

### Vocale muziek

#### Liederen
- 1988: - Rundum - Sechs Gesänge nach eigenen Texten, voor sopraan, dwarsfluit en piano
- - 4 Gesänge, voor alt en piano

### Kamermuziek
- 1953: - Strijkkwartet nr. 1
- 1954: - Sonate, voor viool en piano
- 1955: - 2e Sonatine, voor dwarsfluit en piano
- 1956: - Sonate, voor dwarsfluit en piano
- 1959: - Sonatine, voor altviool en piano
- 1960: - Kleine Musik, voor dwarsfluit, klarinet en fagot
- 1963: - Drei kleine Stücke, voor klarinet en piano
- 1963: - Sonate, voor fagot en piano
- 1963: - Suite, voor cello en piano
- 1964: - Divertimento, voor blaaskwintet (dwarsfluit, hobo, klarinet, hoorn en fagot)
- 1964: - Sechs Miniaturen, voor klarinet
- 1965: - Fünf Stücke für Nonet, voor dwarsfluit, hobo, klarinet, fagot, hoorn, viool, altviool, cello en contrabas
- 1965: - Trio, voor dwarsfluit, cello en piano
- 1967: - Dialog, voor klarinet en altviool
- 1968: - Vier graphische Blätter, voor kamerensemble
- 1969: - Konversation, voor dwarsfluit, viool, altviool en cello
- 1973: - Strijkkwartet nr. 3 "Äquivalenz"
- 1975: - Kleine Programmusik, voor blaaskwintet (dwarsfluit, hobo, klarinet, hoorn en fagot)
- 1975: - Mobile, voor dwarsfluit
- 1975: - Zwei Miniaturen aus Okulationen, voor koperkwartet (2 trompetten, 2 trombones)
- 1976: - Instrumentale Minioper, voor dwarsfluit (ook piccolo), hobo, cello en klavecimbel
- 1976: - Salonmusik?, voor klarinet en strijkkwartet
- 1979: - 3e Sonatine, voor dwarsfluit en piano
- 1979: - Trio, voor viool, cello en piano
- 1980: - Fünf Mobiles, voor dwarsfluit en cello
- 1981: - 4e Sonatine, voor dwarsfluit en piano
- 1981: - Zwei Sonatinen, voor viool en piano
- 1982: - 5e Sonatine, voor dwarsfluit en piano
- 1983: - 6e Sonatine, voor dwarsfluit en piano
- 1983: - Kwartet, voor dwarsfluit, viool, altviool en cello
- 1984: - Divertimento, voor 4 dwarsfluiten
- 1984: - Strijkkwartet nr. 4
- 1986: - Die kleine Eidenberger Sinfonie, voor twaalf fluiten
- 1986: - Schattenspiele, voor 4 dwarsfluiten
- 1987: - Fünf Aphorismen, voor dwarsfluit en gitaar
- 1987: - Mit einer alten Dampflock auf der Milchreisbahn, voor 4 dwarsfluiten
- 1987: - Sonatine, voor fagot en piano
- 1988: - Fünf fantastische Miniaturen, voor dwarsfluit, klarinet en piano
- 1988: - Phonosignale, voor saxofoonkwartet
- 1989: - Ernst und heiter, divertimento voor dwarsfluit en slagwerkensemble
- 1989: - Sonate, voor cello en piano
- 1989: - Sonate nr. 2, voor viool en piano
- 1990: - Divertimento, voor saxofoonkwartet
- 1990: - Eine windige Angelegenheit, voor 4 dwarsfluiten
- 1990: - Fünf kleine Stücke, voor 2 dwarsfluiten
- 1990: - Sonatine, voor 2 dwarsfluiten
- 1990: - Sonatine, voor klarinet en piano
- 1991: - Vier Ausblicke vom Pöstlingberg, voor klarinettenensemble
- 1991: - Sonatine, voor dwarsfluit, viool en gitaar
- 1992: - 7e Sonatine, voor dwarsfluit en piano
- 1992: - 8e Sonatine, voor dwarsfluit en piano
- 1992: - Kwartet nr. 3, voor dwarsfluit, viool, altviool en cello
- 1992: - Sieben akustische Schnappschüsse, voor 4 klarinetten
- 1993: - 2e Sonatine, voor klarinet en piano
- 1993: - 2e kleine muziek, voor dwarsfluit, klarinet en fagot
- 1993: - 3e kleine muziek, voor hobo, klarinet en fagot
- 1993: - 4e kleine muziek, voor dwarsfluit, klarinet en fagot
- 1993: - 9e Sonatine, voor dwarsfluit en piano
- 1993: - Concert, voor zes fluiten in verschillen stemmingen
- 1993: - Sonatine nr. 9a, voor dwarsfluit en piano
- 1994: - Divertimento, voor dwarsfluit en viool
- - Fünf Kuriositäten, voor klarinet en trombone
- - Gepflegte Gespräche, trio voor klarinet, cello en piano
- - Musikalische Graphik, voor trombone en instrumentaal ensemble
- - Oberneukirchen und St. Veit, voor blaaskwintet

### Werken voor orgel
- 1977: - Sonate

### Werken voor piano
- 1957: - 6 Klavierstücke
- 1978: - Sonata
- 1983: - Divertimento
- 1989: - Sonatine

### Werken voor gitaar
- 1991: - Musikalische Auslegungen von kleinen Viechereien